# Oyakodon
Oyakodon (親子丼 (Thân tử đảm)), nghĩa là "donburi cha mẹ con", là một món donburi,hay cơm tô Nhật Bản, nghĩa là thịt gà, trứng, hành lá thái lát (hay đôi khi hành thường), và các nguyên liệu khác được hầm cùng nhau trong một loại súp được làm từ xì dầu và nước dùng, và sau đó được phục vụ trên bát cơm lớn.Tên của món này là một thể hiện của một bài thơ về việc món này sử dụng cả trứng và thịt gà

## Lịch sử
Món ăn được phát minh tại một nhà hàng ở Tokyo, Tamahide, vào năm 1891.

## Biến thể
Một số món ăn Nhật Bản khác chơi chữ theo chủ đề cha mẹ và con của oyakodon. Tanindon (他人丼 (Tha nhân đảm)), nghĩa đen là "bát người lạ", nếu không thì giống hệt nhưng thay thế thịt gà bằng thịt bò hoặc thịt lợn. Một món cá hồi và trứng cá hồi phục vụ trên cơm được gọi là sake oyakodon (鮭親子丼 (Khuê Thân tử đảm)) (donburi cá hồi cha mẹ-con).

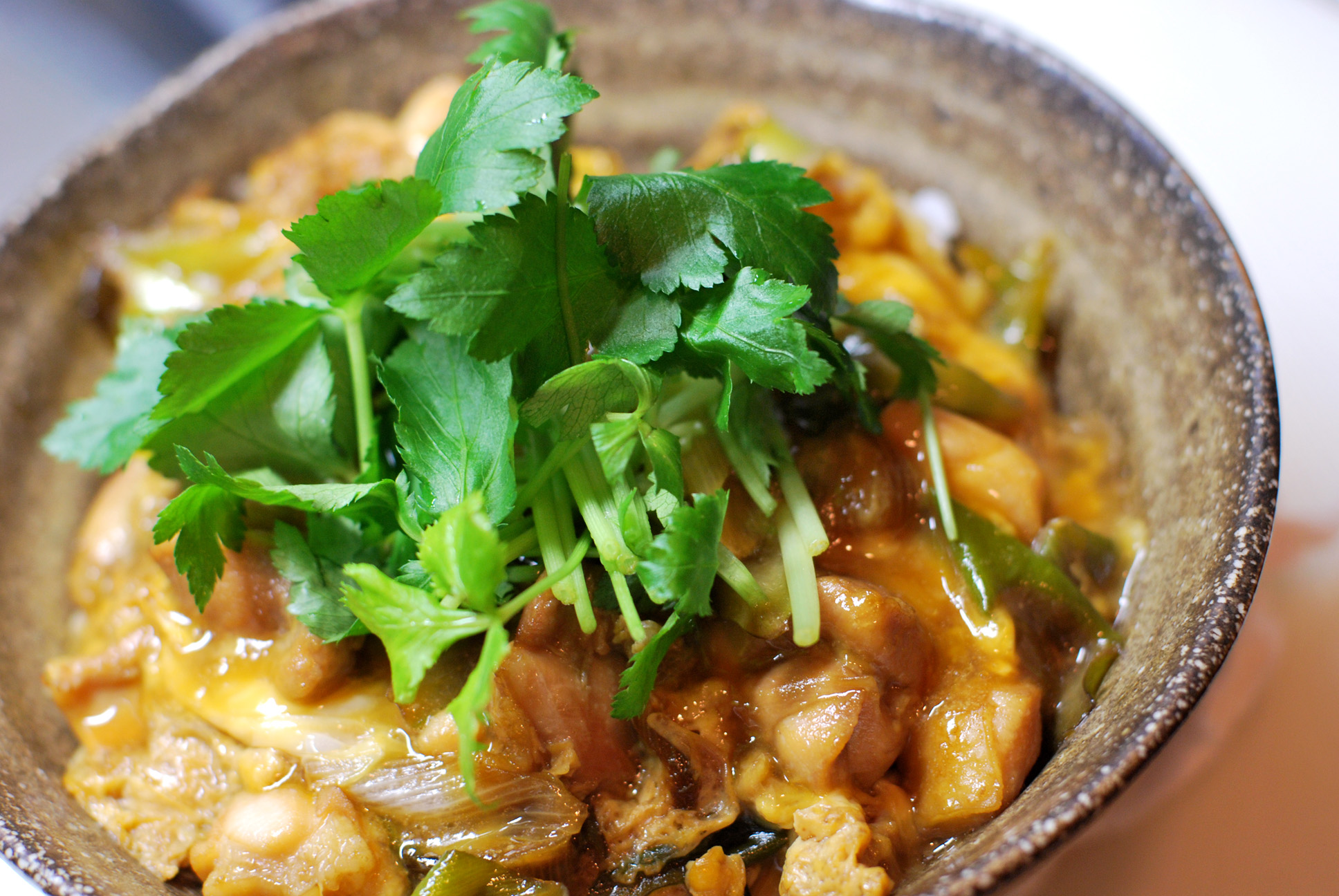
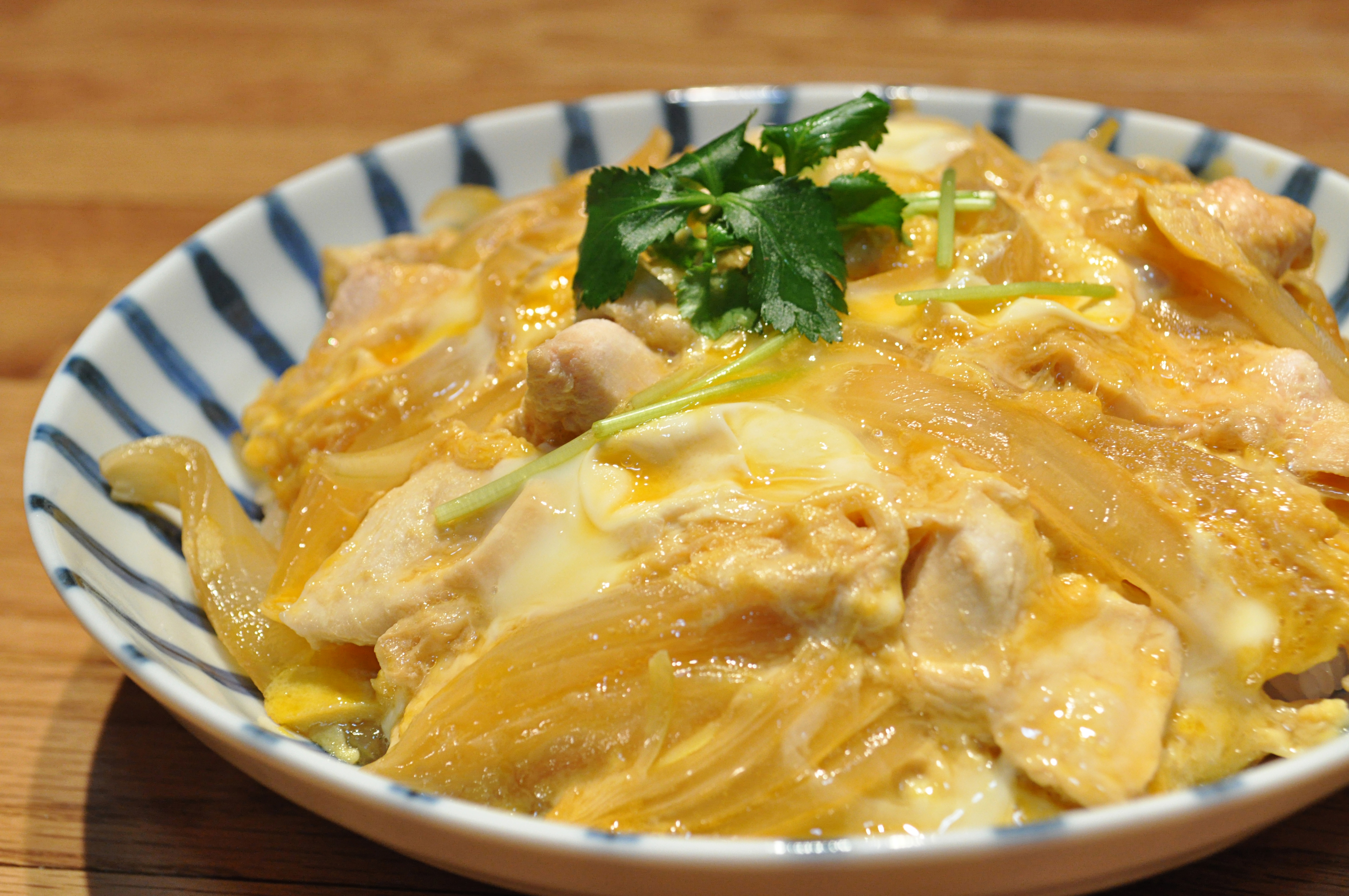
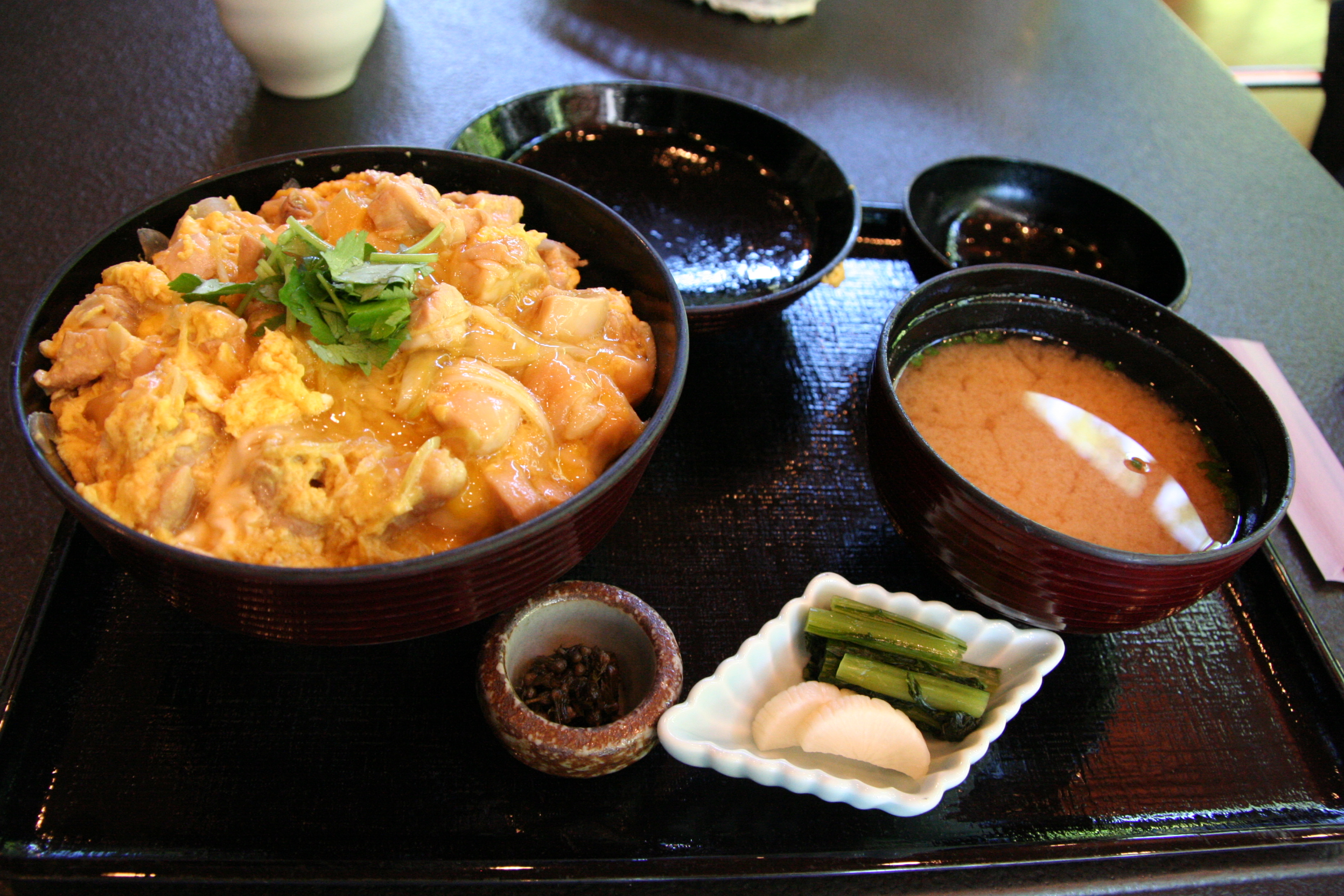

## Liên kết ngoại
- Nakau